# Friedhof Schwarzach im Pongau

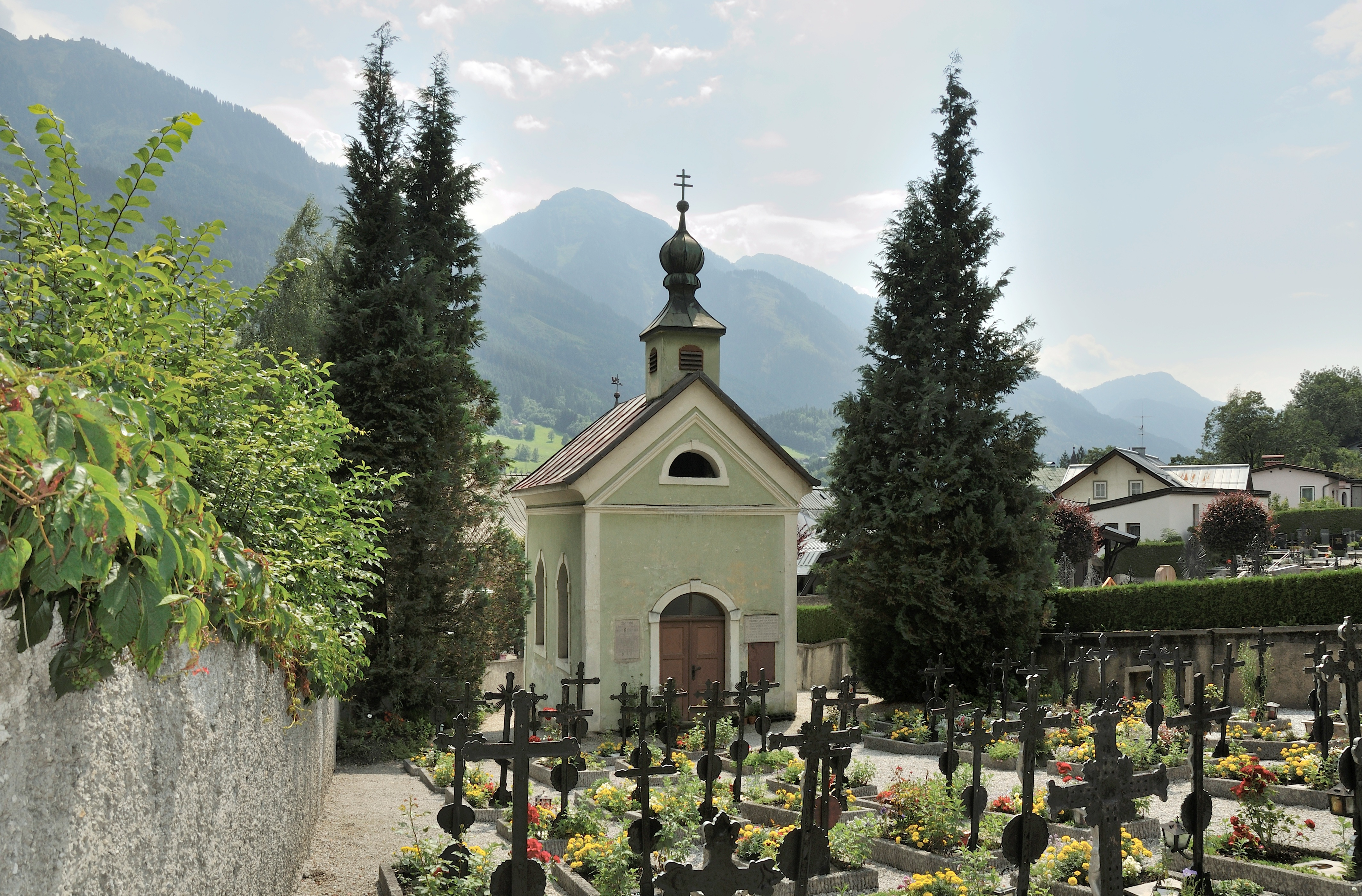
Friedhofskapelle im Friedhof

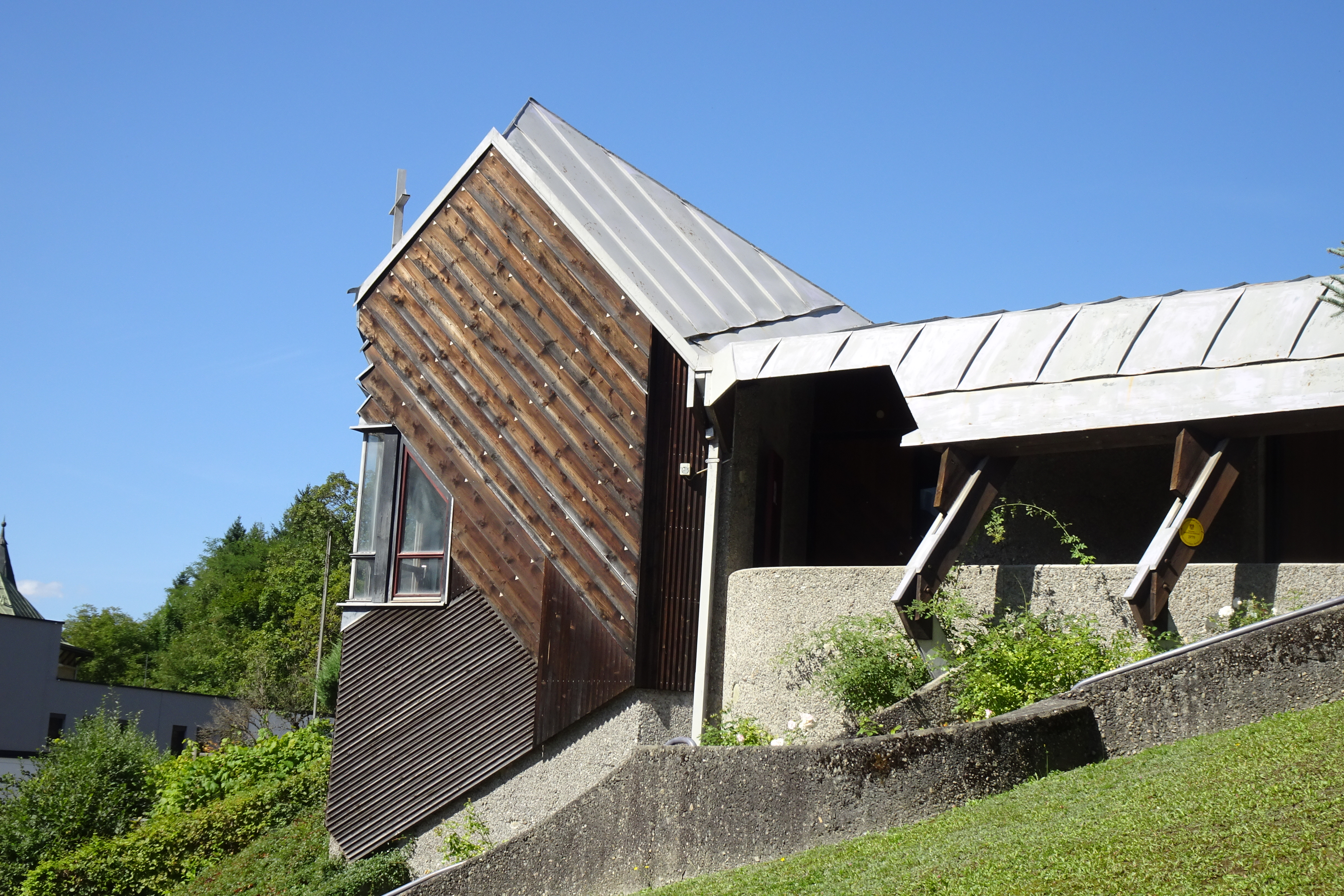
Aufbahrungshalle (Ausschnitt)

Der Friedhof Schwarzach im Pongau befindet sich an einem Hang nördlich der Pfarrkirche Schwarzach im Pongau in der Marktgemeinde Schwarzach im Pongau im Bezirk St. Johann im Pongau im Land Salzburg. Die Ummauerung und die Kapelle stehen unter Denkmalschutz (Listeneintrag).

## Beschreibung
Die spätbarocke Friedhofskapelle hat ein Langhaus mit einer Apsis unter einem Satteldach mit einem kleinen Dachreiter. Das nördliche Portal ist rundbogig. Gedenksteine an der Kapelle entstanden im 19. Jahrhundert.
Südlich vor dem Friedhof befindet sich eine moderne Aufbahrungshalle aus 1977/1978, welche nach den Plänen von Karla Kowalski, Hartmut Spiluttini und Michael Szyszkowitz erbaut wurde.